# Осада Саласпілса (1206 року)
Осада Саласпілса — це збройний конфлікт між Орденом мечоносців та Полоцьким князівством, також в конфлікті з двох сторін участь брали Ліви. Конфлікт відбувся в Саласпілсі, і тому увійшов в історію як осада Саласпілса.

## Передумови
В червні 1206 року Хрестоносці змогли взяти замок Саласпілс та вбити його захисника вождя Ако. Після цього ліви звернулись до полоцького князя Володимира за допомогою, і він зібравши військо та заручившись підтримкою лояльних до нього лівів пішов в похід.

## Хід бою
Наступ полоцького князя був несподіванкою для хрестоносців, і вони могли зібрати тільки 20 лицарів та не багато лояльних до них лівів. Не дивлячись на більшу кількість військ князь не зміг так просто взяти замок. Тоді під час генерального штурму завдяки дисципліні та більшій підтримці лівів хрестоносці розбили військо половчан, тому їм довелось відступити.

## Дивитися також
- Лівонський хрестовий похід